# Марі Сілкеберг
Марі Сілкеберг (швед. Marie Silkeberg; нар. 3 червня 1961) — шведська поетеса, есеїст, перекладач.

## Творча діяльність
Авторка 6 книг віршів. Дебютна книга віршів — Komma och gå — вийшла друком у 1990 році у видавництві Вальстрем і Відстранд. Решта книг публікувалися у найбільшому шведському видавництві Альберта Бонніера.
Марі перекладала деякі твори Маргеріт Дюрас, Пії Тафдруп, Сьюзан Хау, Патті Сміт, Розмарі Уолдроп, Метте Муеструп, Гаята Алмадуна, Інгер Крістенсен.
Викладає письменницьку майстерність у Гетеборзькому університеті.

## Визнання та нагороди
- Премія Стіга Карлсона[sv] (1996)
- Премія видавництва Альберта Бонніера для молодих авторів та  письменників-початківців[sv] (1998)
- Літературна премія Карін Боє (2003)
- Поетична премія Шведського Радіо[sv] (2003)
- Літературна премія газети Göteborgs-Postens[sv] (2006)
- Премія Карла Веннберга[sv] (2007)
- Премія Каллеберга[sv] (2007)[3]
- Премія Сореску[sv] (2013)

## Книги
- Komma och gå. Вірші, 1990
- Akustisk Alhambra. Вірші, 1994
- Imorgon och imorgon. Вірші, 1997
- Sockenplan, säger hon. Вірші, 2003
- Ultraljuden, städerna. Аудіокнига, 2003[4]
- Avståndsmätning. Есе, 2005
- 23:23. Вірші, 2006
- Material. Щоденникова проза, 2010
- Till Damaskus. Вірші, спільно з Гаятом Алмадуном (Ghayath Almadhoun), 2014
- Atlantis. Вірші, 2017